# Estação de Juvisy
A Estação de Juvisy é uma estação ferroviária francesa das linhas de Paris-Austerlitz a Bordeaux Saint-Jean e Villeneuve-Saint-Georges a Montargis, localizada no território da comuna de Juvisy-sur-Orge, e da comuna de Athis-Mons por uma boa parte das instalações de triagem, no departamento de Essonne na região da Ilha de França.
Inaugurada em 1843 pela Compagnie du chemin de fer de Paris a Orléans (PO), no início da década de 1860 tornou-se uma estação conjunta da PO e da Compagnie des chemin de fer de Paris a Lyon e à la Méditerranée (PLM), com a criação de uma estação de carga. Na década de 1880, foram acrescentados os trens da Linha da Grande Ceinture de Paris, o que exigiu a abertura do pátio de triagem de Juvisy. Durante a primeira metade do século XX, o tráfego de passageiros e carga continuou a crescer até que o pátio foi destruído por um bombardeio em 1944. Então, o tráfego de passageiros tem precedência sobre o tráfego de carga; o estaleiro foi fechado em 1986, e um projeto para reformar a estação de passageiros surgiu no início do século XXI.
É um importante entroncamento ferroviário nos subúrbios ao sul de Paris. É uma estação da Société nationale des chemins de fer français (SNCF), servida pelos trens das linhas C e D do RER.

## Situação ferroviária
Estabelecido a 37 metros, a estação de bifurcação de Juvisy está situada:
- no ponto quilométrico (PK) 19.038 da linha de Paris-Austerlitz para Bordeaux-Saint-Jean, entre as estações de Athis-Mons e de Savigny-sur-Orge[1];
- no PK 21.129 da linha de Villeneuve-Saint-Georges a Montargis, entre as estações de Vigneux-sur-Seine e Viry-Châtillon;
- e no PK 91.910 da Linha da Grande Ceinture de Paris, entre as estações de Athis-Mons e Savigny-sur-Orge.

Um importante cruzamento ferroviário nos subúrbios ao sul de Paris, Juvisy é a maior estação na região de Paris em termos de número de trilhos (excluindo a Paris intramuros), com treze trilhos, incluindo doze na plataforma.

## História
A Compagnie du chemin de fer de Paris a Orléans (PO) encomendou a linha de Paris a Corbeil em 20 septembre 1840.
A linha passa por Juvisy onde o entroncamento para Étampes e Orleans, em construção, exige a inauguração de uma estação que a empresa não tinha inicialmente previsto. Em 1841, Désiré Dalloz, que tinha uma casa nas proximidades, na localidade de Draveil, cedeu parte de seu terreno para a construção de uma estrada de acesso à nova estação de Juvisy.

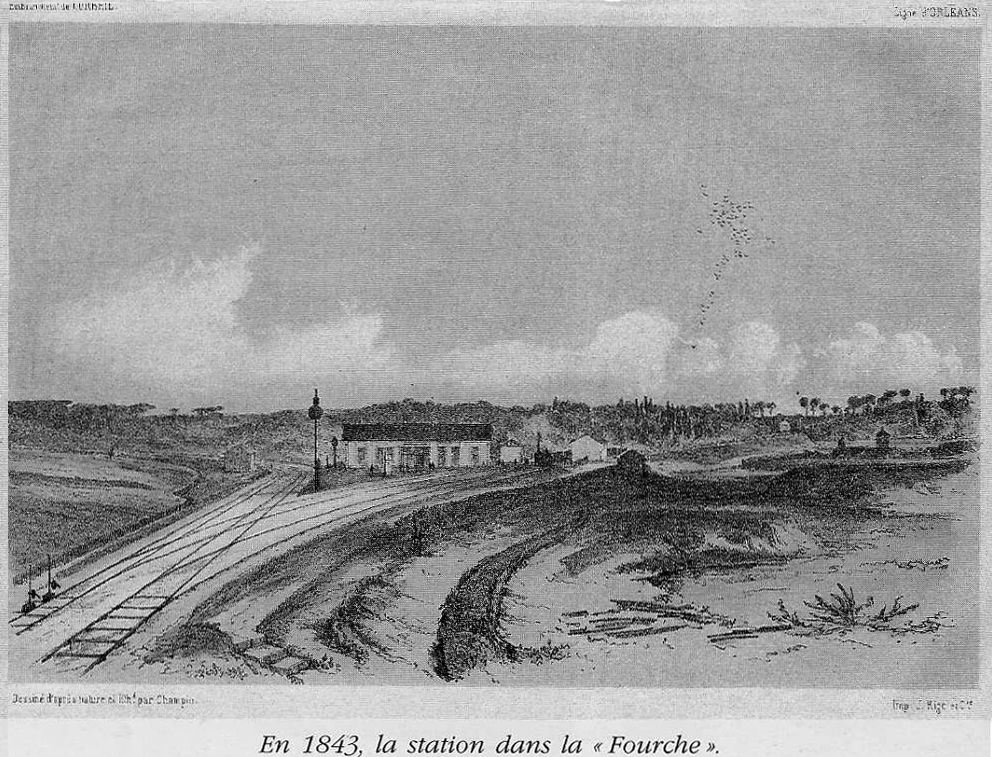
A estação provisória em 1843.

Embora provavelmente já houvesse um quartel para administrar a bifurcação durante a construção da linha, a empresa, em sua assembleia geral de 6 de outubro de 1842, indicou que estava prevista a construção de uma estação em Juvisy "no ponto de junção das duas linhas de Corbeil e Orleans".
Os 102 quilômetros da linha de Orleans, de Juvisy, são colocados em serviço em 5 de maio de 1843 pela companhia do PO. A estação de Juvisy foi oficialmente inaugurada em 10 de junho de 1843 com um edifício temporário de madeira erguido entre os dois ramos da bifurcação.
Em 1846 - 1847, o edifício provisório é destruído para ser substituído por uma construção em alvenaria, devido a Adolphe Jullien, engenheiro de obras da empresa.
O número de serviços para a estação continuou a aumentar; em 1850, havia mais de 14 paradas de trem em cada direção todos os dias. Para chegar ou voltar de Paris, leva 27 minutos por um trem direto e 44 minutos de ônibus.
Em 1851, a comuna contava com 409 habitantes, o que marca uma baixa demográfica em relação a 1846 (444 h), a chegada da linha férrea teve um impacto negativo no comércio da vila que não fica perto da estação. Alguns negócios tradicionais como " mestre de posto " desaparecer e a criação às margens do Rio Sena de " aldeia da estação ", que tem 25 habitantes e quatro casas, ainda não compensa.
Em 1857, a Compagnie du chemin de fer de Paris a Orléans (PO) e a nova Compagnie des chemin de fer de Paris a Lyon et à la Méditerranée (PLM), que, após complexas negociações com o Estado, assinaram um acordo em 11 avril 1857, confirmado pelo decreto de 19 de junho. Este acordo diz respeito, entre outros aspectos, à atribuição ao PLM da sucursal de Juvisy a Corbeil, cuja transferência de uma empresa para outra está prevista durante o comissionamento da seção de Corbeil a Nevers., e, eventualmente, gestão conjunta da estação pelas duas empresas. Em 21 de setembro de 1861, elas assinam um acordo que impulsiona a transferência da operação de abertura da conexão de Villeneuve-Saint-Georges em Juvisy ou o mais tardar em 1 de julho de 1863.
A companhia do PLM colocou em serviço a conexão de Villeneuve-Saint-Georges para Juvisy em 18 de maio de 1863 e a empresa PO deu-lhe no mesmo dia a linha de Juvisy para Corbeil na qual encomendou sete trens de passageiros servindo a estação. De Juvisy onde os dois as linhas são paralelas sem ramificação. Juvisy passa então a ser uma estação de intercâmbio entre as duas redes, com a construção de um hall de madeira, para transbordos, construído na bifurcação entre as duas redes.. A partir do ano seguinte, 1864, a ligação entre as redes foi concretizada com a criação do posto de carga que permitia as manobras dos vagões e facilitava os transbordos da rede do PO para a do PLM

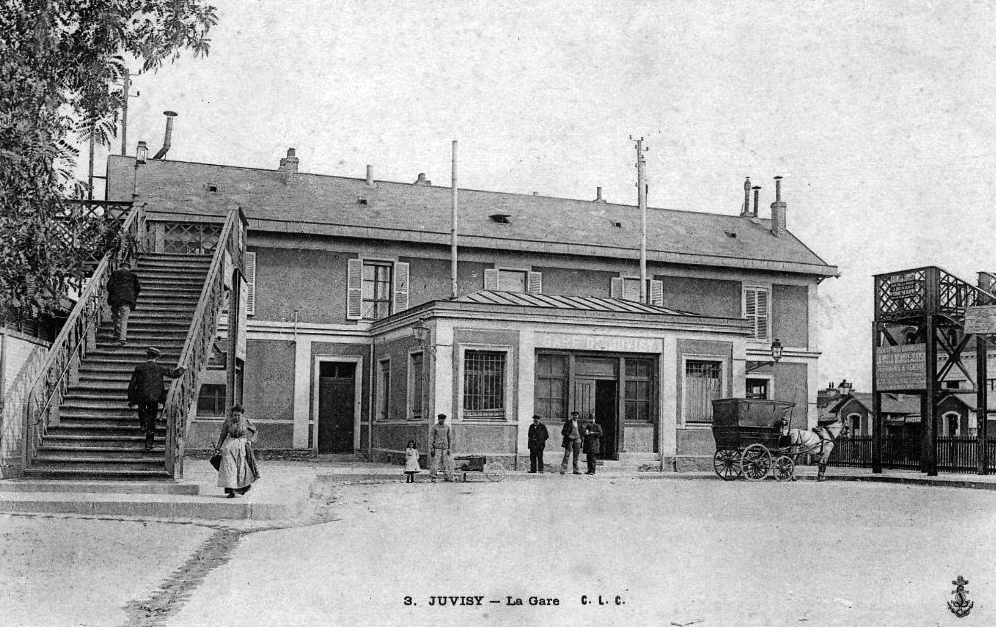
O primeiro edifício de alvenaria após a instalação das passarelas.

Na linha da Grande Ceinture, um serviço de passageiros foi fornecido a partir de 16 de julho de 1877, com a abertura da seção de Noisy-le-Sec a Juvisy. O circuito foi fechado em 1 de maio de 1883, durante o lançamento em serviço da última seção entre Versailles-Chantiers e Savigny-sur-Orge.
Durante a década de 1880, o alargamento das vias do PO aumentou o tráfego da estação, o que exigiu novos desenvolvimentos. Um trabalho significativo foi realizado na estação de carga para que se tornasse uma triagem real, verdadeiramente operacional em 1 de setembro de 1884 Isso requer a adaptação do edifício de passageiros; entre 1884 e 1888, foi ampliado para o serviço e elevado com um piso destinado ao alojamento do chefe da estação.. Duas passarelas de metal também foram adicionadas acima dos trilhos, uma começando na rue d'Estienne-d'Orves e a outra na rue de Draveil. Ambos terminam, por escadas, no pátio da estação. Em 1894, um depósito de locomotivas, com um pátio de manutenção de rotina e pequenos reparos, foi instalado no antigo primeiro salão de mercadorias e em 1895 a Compagnie du PO construída nas casas de Athis-Mons permitindo o alojamento de 350 ferroviários empregados na o site da estação Juvisy Em 5 de agosto de 1899, uma colisão mortal revelou as dificuldades de operação de suas instalações.

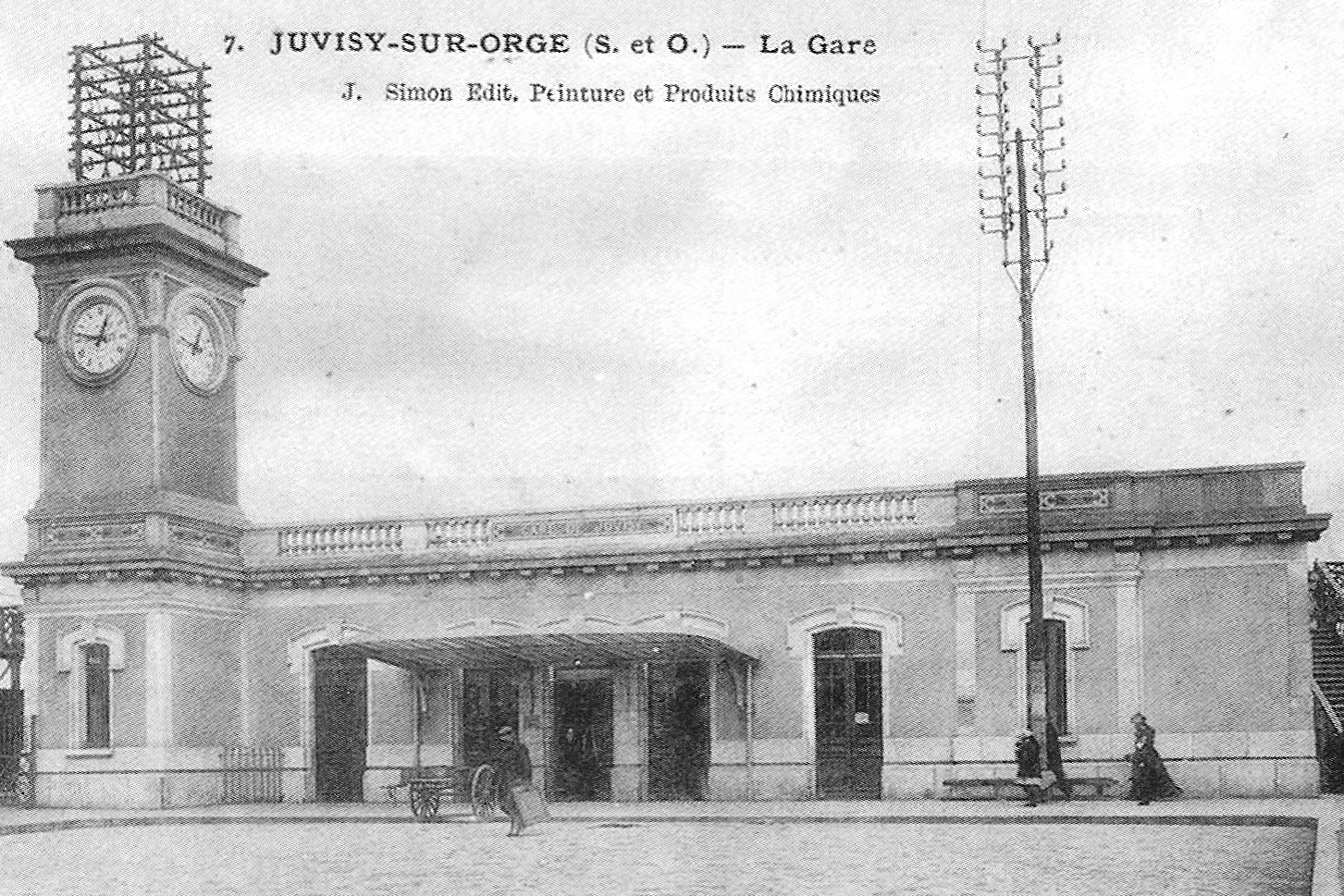
O edifício construído em 1907.

Juvisy entra nos anos 1900 com 4 300 habitantes. A Companhia do PO, para melhorar o tráfego em sua linha, eletrificou a seção de Paris-Austerlitz em Juvisy em 1903 e quadruplicou os trilhos para a estação de Brétigny em 1904. Isso permitiu aumentar a velocidade do tráfego de trem. As passarelas que pendem sobre os trilhos são interligadas, ao nível do edifício da estação, de forma a facilitar a travessia da faixa de domínio ferroviária pelos habitantes.. O rápido desenvolvimento do local exige a demolição do prédio de passageiros, o que significa que um prédio temporário deve ser aberto durante as obras. O novo edifício, completado por uma passagem subterrânea de acesso às plataformas, foi colocado em serviço em 1907. Ele pode ser identificado por sua torre do relógio
Em 15 de maio de 1939, o tráfego de passageiros terminou na seção norte da Grande Ceinture entre Versalhes-Chantiers e Juvisy via Argenteuil. Por outro lado, permaneceu no trecho sul, entre Juvisy e Versalhes via Massy - Palaiseau.
Em 1944, o pátio de manobra e as instalações relacionadas seriam completamente destruídos pelos bombardeios aliados organizados como parte da preparação para o desembarque do mês de junho. No entanto, é o primeiro bombardeio, o da noite de 17 a 18 de abril, o mais destrutivo, tanto para as instalações ferroviárias, quanto para o patrimônio edificado das cidades vizinhas, mas também para os habitantes, em particular de Juvisy (125 mortos) e de Athis-Mons (267 mortos).
Juvisy foi uma estação servida pelo TGV, na relação entre a estação de Brive-la-Gaillarde e a de Lille-Europe. Criada em 2007, foi extinta no final de maio de 2016.
De 2014 a 2019, a estação recebeu 97 milhões de euros em obras para a sua reestruturação e acessibilidade a peões e ciclistas para a criação de um pólo multimodal de forma a facilitar as ligações da estação que recebe 70 000 passageiros por dia e oferece ligações com 28 linhas de ônibus.
Em 2019, de acordo com estimativas da SNCF, a frequência anual da estação era de 40 222 510 passageiros, colocando-a como a sétima estação na França em termos de número de viajantes e a estação número um na França fora de Paris intramuros; está notavelmente à frente das estações de Paris-Est e Lyon-Part-Dieu.
Posteriormente, a estação deve se tornar o terminal sul da linha 7 do Tramway d'Île-de-France.

## Serviço aos passageiros

### Recepção
A estação SNCF é uma estação da rede de trens suburbanos Transilien, incluindo um edifício de passageiros, com bilheteiras, aberta todos os dias (as bilheteiras fecham aos domingos). É equipado com máquinas para a compra de passagens da Transilien e da linha principal e um sistema de informação em tempo real sobre os horários dos trens. Está equipado com equipamentos para pessoas com mobilidade reduzida, nomeadamente elevadores, balcão adaptado, fitas de vigilância nas plataformas e laços magnéticos. Possui também um quiosque de imprensa Relay .

Os acessos
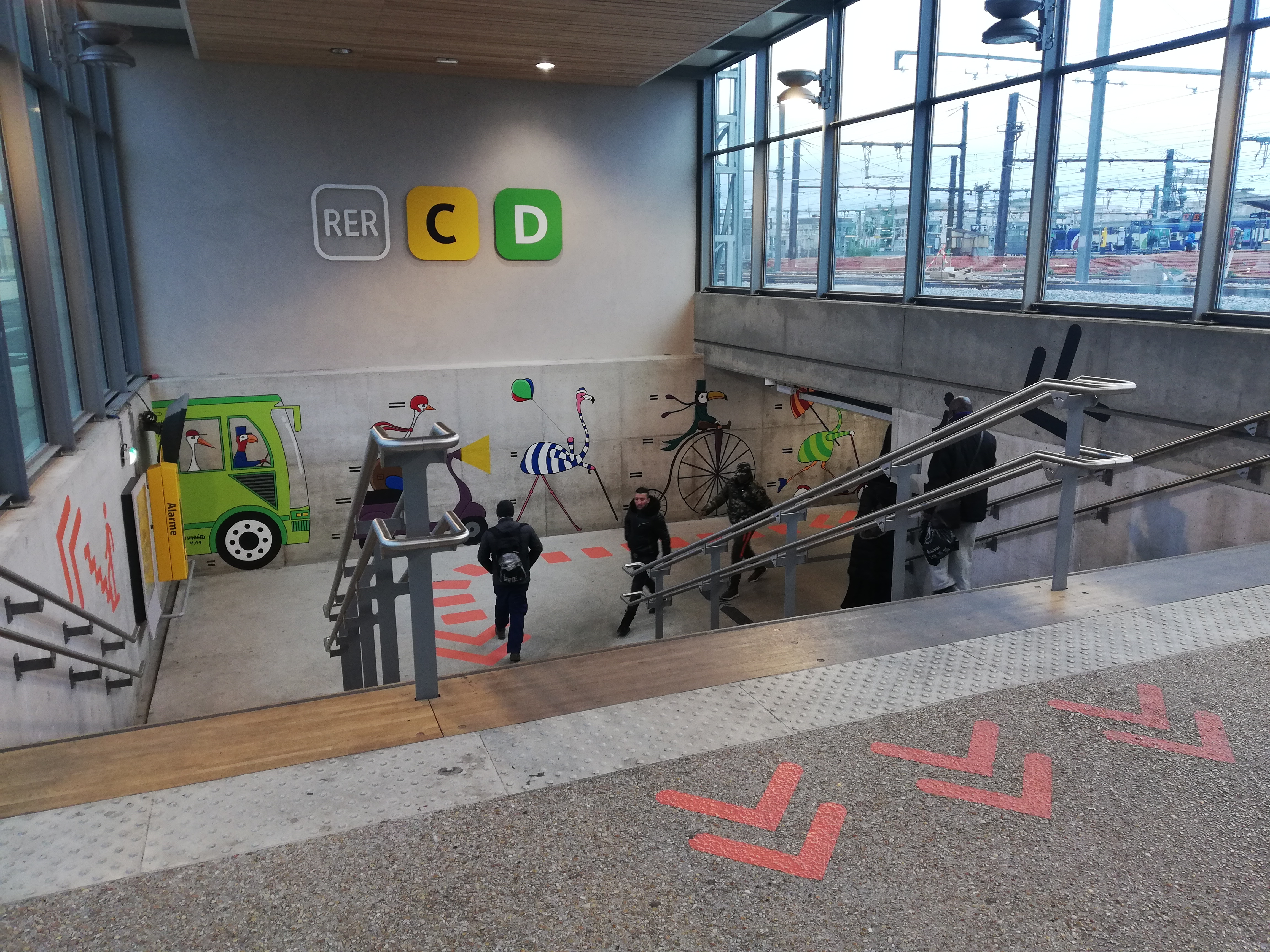
Na estação.
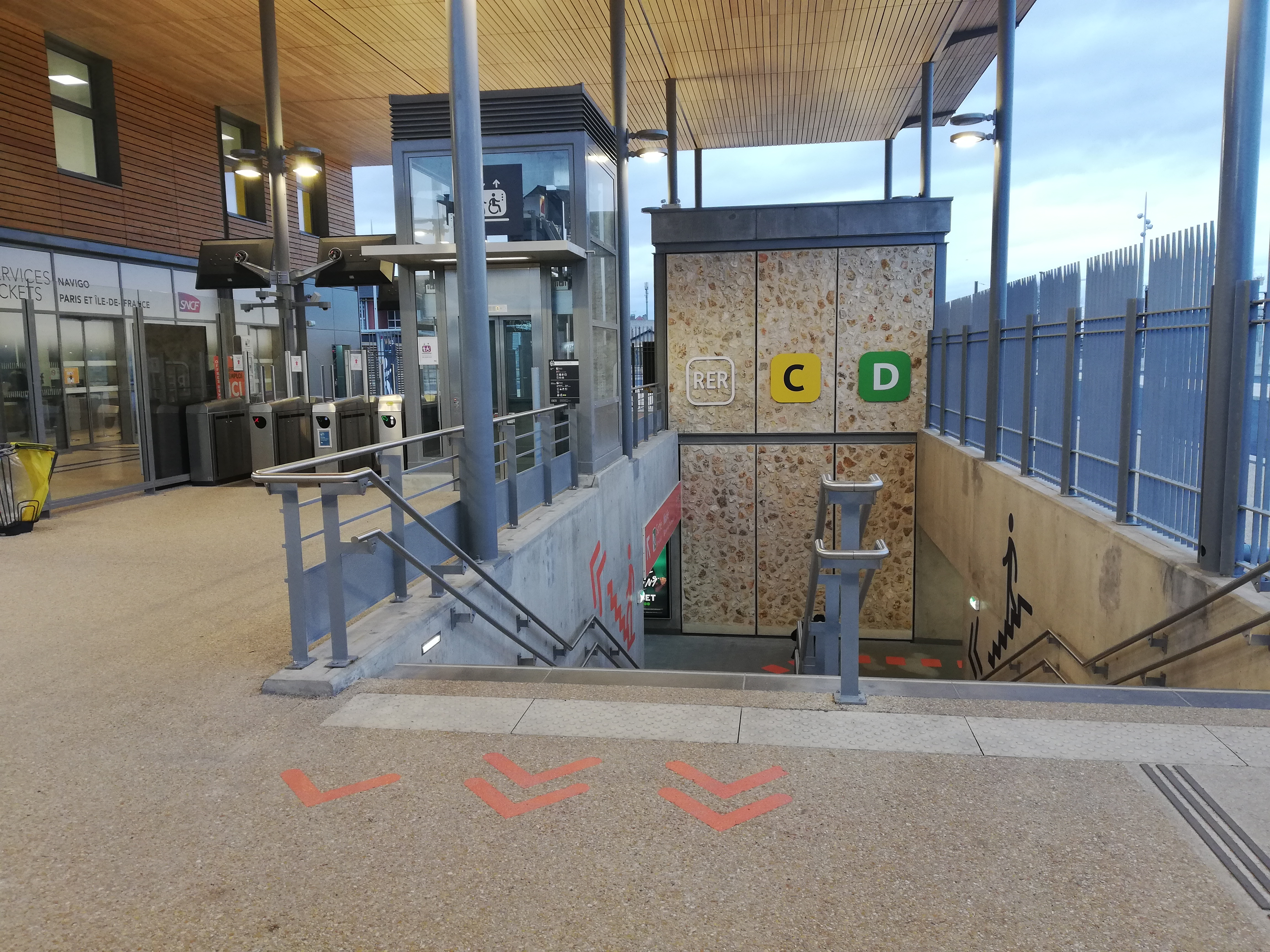
Nas plataformas.

### Ligação
A estação é servida por trens das linhas C e D do RER, que marcam a parada. É o único ponto de conexão entre as redes da Gare d'Austerlitz e da Gare de Lyon.
- Via linha C, da estação de Juvisy, o tempo de viagem é de cerca de 27 minutos para conectar-se à estação de Massy - Palaiseau, 12 minutos para conectar à estação de Bibliothèque François-Mitterrand e 31 minutos para conectar-se à estação do Champ de Mars - Tour Eiffel.
- Via linha D, da estação de Juvisy, o tempo de viagem é de cerca de 25 minutos para conectar à Gare de Lyon, 34 minutos para conectar à Gare de Paris-Nord e 18 minutos para conectar à estação de Corbeil-Essonnes.

### Intermodalidade
Um parque para bicicletas e parques de estacionamento aí foram instalados.
A estação e seus arredores estão ligados aos municípios vizinhos através das linhas 285, 385, 399, 486, 487 e 488 da rede de ônibus RATP, da linha Express 191.100 da rede de ônibus Keolis Ouest Val-de-Marne, linhas 11L, 14, 15, 16 e 17 da rede Seine Sénart Bus, linhas DM3, DM4, DM5, Pass'Partout e DM8 da rede de ônibus Keolis Meyer e, à noite, pelas linhas N22, N131, N133, N135 e N144 da rede Noctilien.

Bicicletas e ônibus
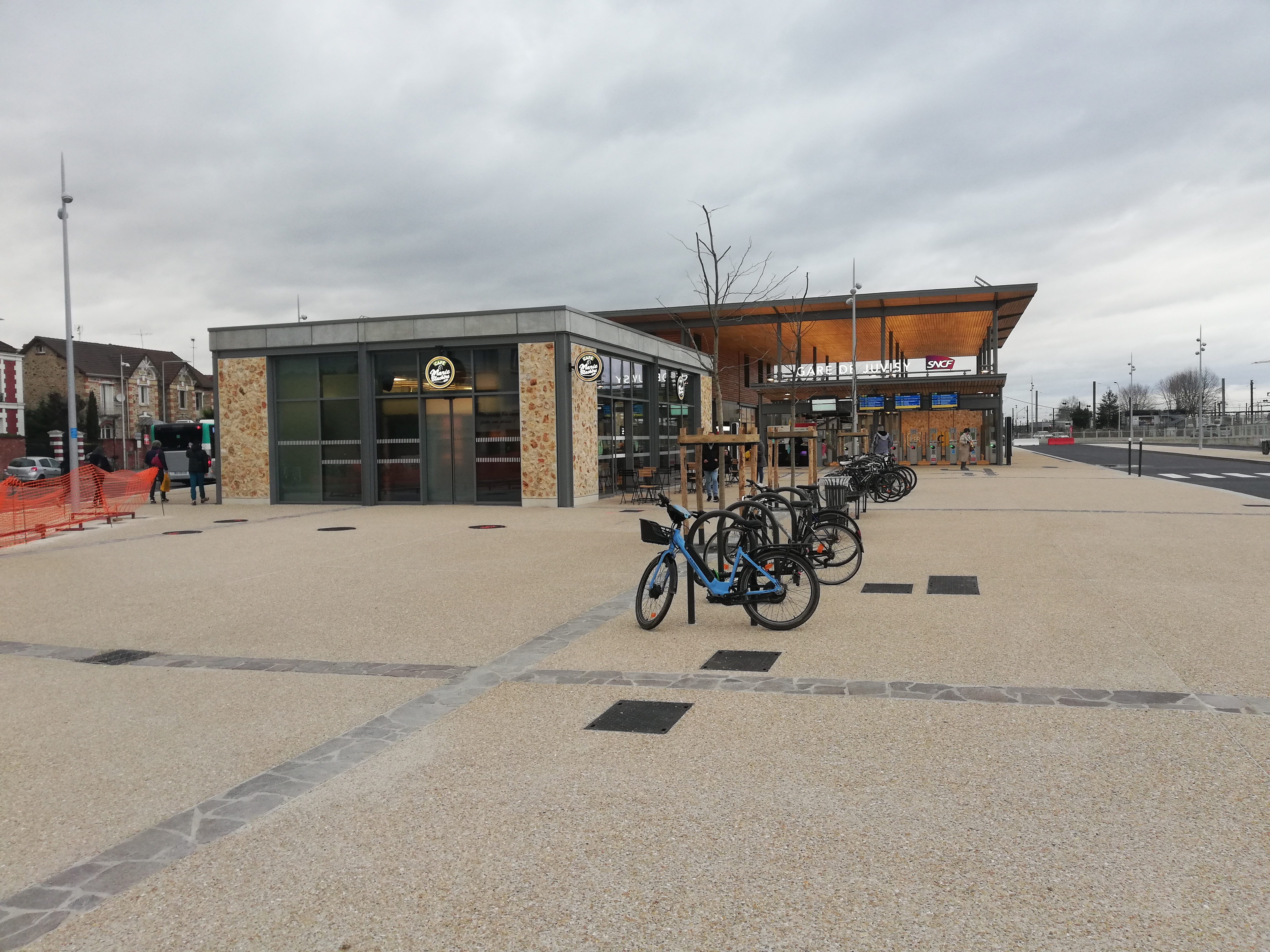
O estacionamento de bicicletas em 2020.
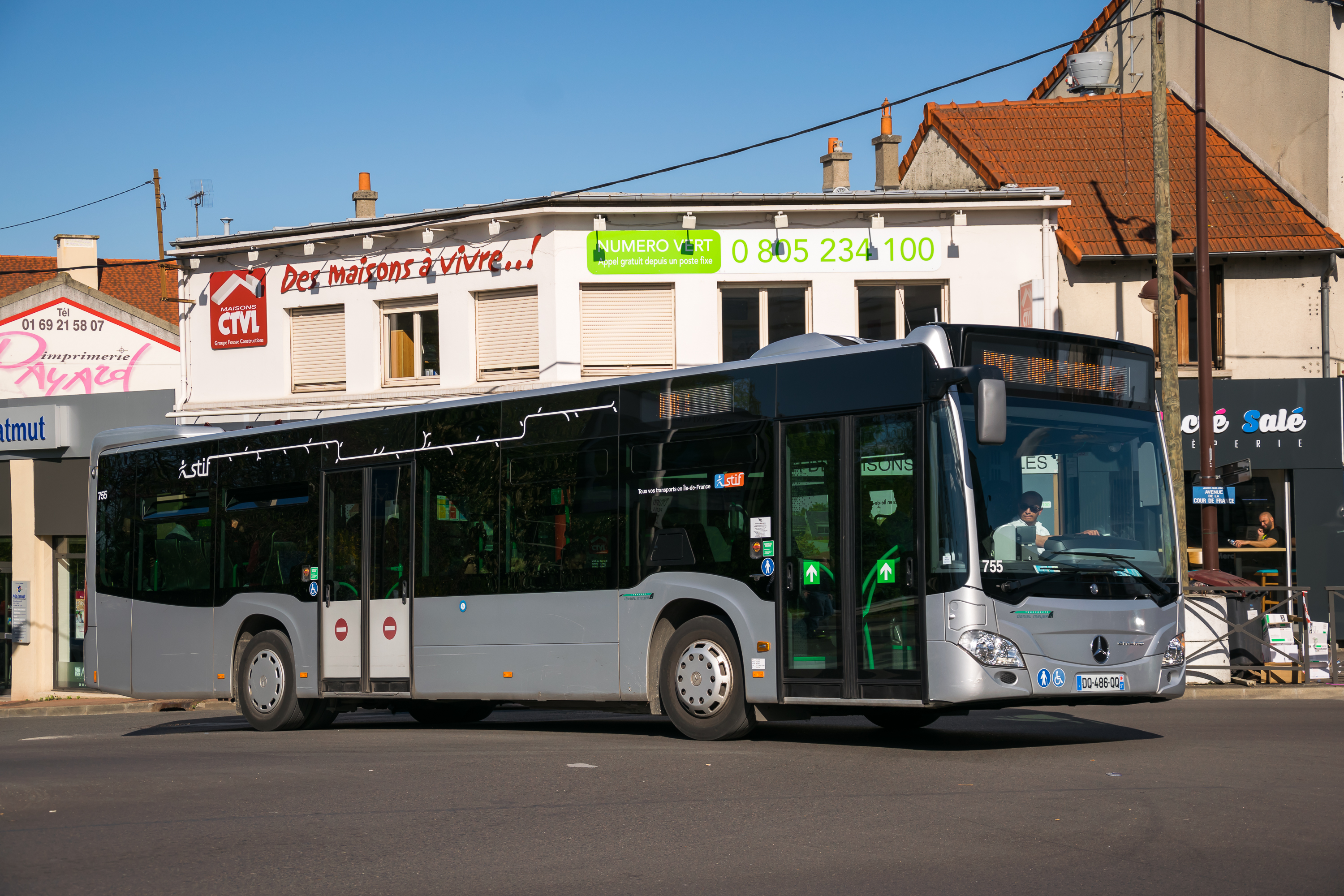
Linha DM4.

## Serviço de carga
O pátio de carga Juvisy é administrado pela plataforma do Bourget-Triage. Ela é aberta apenas para trens massivos na estação.

## Place Banette e Planchon
O nome da praça da estação Juvisy é uma homenagem a dois ferroviários, originários de Vénissieux (Ródano), que viviam em Juvisy no bairro da estação. Em 15 de abril de 1948, Marcel Banette, o mecânico, e Louis Planchon, o motorista, estão no controle de uma locomotiva a vapor em um trem que se dirige para Lyon quando um tubo superaquecedor cede, deixando escapar uma nuvem de vapor fervente. Os dois homens conseguiram evitar o descarrilamento de seu trem na estação de L'Arbresle (Ródano) e pará-lo antes de morrer por causa das queimaduras.